# سانکارا
سانکارا (به انگلیسی: Záncara) رودخانه‌ای است که در اسپانیا جریان دارد.